# Fraser Gow
Fraser Gow (* um 1950) ist ein ehemaliger schottischer Badmintonspieler. 

## Karriere
Fraser Gow gewann 1971 seinen ersten nationalen Titel in Schottland. Bereits ein Jahr zuvor hatte er die Irish Open gewonnen. 1972 siegte er erstmals bei den Scottish Open. 1973 war er  bei den Norwegian International erfolgreich.

## Sportliche Erfolge
| Saison | Veranstaltung                     | Disziplin    | Platz | Name                           |
| ------ | --------------------------------- | ------------ | ----- | ------------------------------ |
| 1970   | Irish Open                        | Herrendoppel | 1     | Robert McCoig / Fraser Gow     |
| 1971   | Schottland: Einzelmeisterschaften | Herrendoppel | 1     | Robert McCoig / Fraser Gow     |
| 1972   | Scottish Open                     | Herrendoppel | 1     | Robert McCoig / Fraser Gow     |
| 1972   | Schottland: Einzelmeisterschaften | Herrendoppel | 1     | Robert McCoig / Fraser Gow     |
| 1973   | Scottish Open                     | Mixed        | 1     | Fraser Gow / Christine Stewart |
| 1973   | Norwegian International           | Mixed        | 1     | Fraser Gow / Christine Stewart |
| 1973   | Schottland: Einzelmeisterschaften | Mixed        | 1     | Fraser Gow / Christine Stewart |
| 1973   | Schottland: Einzelmeisterschaften | Herrendoppel | 1     | Robert McCoig / Fraser Gow     |
| 1974   | Irish Open                        | Mixed        | 1     | Fraser Gow / Christine Stewart |
| 1974   | Schottland: Einzelmeisterschaften | Herrendoppel | 1     | Robert McCoig / Fraser Gow     |
| 1974   | Schottland: Einzelmeisterschaften | Mixed        | 1     | Fraser Gow / Christine Stewart |
| 1975   | Schottland: Einzelmeisterschaften | Mixed        | 1     | Fraser Gow / Christine Stewart |
| 1977   | Schottland: Einzelmeisterschaften | Herrendoppel | 1     | Billy Gilliland / Fraser Gow   |
| 1978   | Schottland: Einzelmeisterschaften | Herrendoppel | 1     | Billy Gilliland / Fraser Gow   |
| 1979   | Schottland: Einzelmeisterschaften | Herrendoppel | 1     | Fraser Gow / Gordon Hamilton   |